# Artur Omarov
Artur Omarov (Tanty, 13 agosto 1988) è un lottatore ceco, specializzato nella lotta greco-romana.

## Biografia
È nato a Tanty nell'allora Repubblica Socialista Sovietica Autonoma del Daghestan.
Alla Coppa del mondo individuale di Belgrado, competizione che ha preso il posto dei mondiali, annullati a causa dell'insorgere emergenza sanitaria, conseguenza della pandemia di COVID-19, ha vinto la medaglia di bronzo.
Grazie al secondo posto nel torneo mondiale di qualificazione olimpica disputatosi a Sofia ha ottenuto la qualificazione all'Olimpiade.
Ha rappresentato la Rep. Ceca ai Giochi olimpici estivi di Tokyo 2020, in cui è stato eliminato agli ottavi del torneo dei 97 kg dall'ungherese Alex Szőke.
Agli europei di Zagabria 2023 è stato estromesso in semifinale dal tabellone principale dei 97 kg dall'armeno Art'our Aleksanyan, con cui ha perso per superiorità tecnica. Agli ottavi e ai quarti aveva battuto ai punti rispettivamente l'armeno Arif Niftullayev e l'ucraino Vladen Kozliuk. Nella finale per il bronzo ha sconfitto il georgiano Robert' K'obliashvili.
Ha conquistato la sua prima medaglia di bronzo iridata ai mondiali di Belgrado 2022. Come agli europei, è stato estromesso in semifinale per superiorità tecnica dall'armeno Art'our Aleksanyan. Aveva vinto entrambi i primi due turni per 5-1 contro l'algerino Adem Boudjemline e il kirghiso Beksultan Makhmudov. Al secondo turno dei ripescaggi ha prevalso ai punti sul rumeno Nicu Ojog. Infine, ha vinto la finale per il bronzo contro il lituano Mindaugas Venckaitis.

## Palmarès
| Anno | Manifestazione  | Sede       | Evento | Risultato | Note |
| ---- | --------------- | ---------- | ------ | --------- | ---- |
| 2010 | Europei         | Baku       | 84 kg  | 23º       |      |
| 2010 | Mondiali        | Mosca      | 84 kg  | 21º       |      |
| 2011 | Europei         | Dortmund   | 84 kg  | 7º        |      |
| 2011 | Mondiali        | Istanbul   | 84 kg  | 12º       |      |
| 2012 | Europei         | Belgrado   | 84 kg  | 11º       |      |
| 2013 | Europei         | Tbilisi    | 84 kg  | 23º       |      |
| 2013 | Mondiali        | Budapest   | 84 kg  | 20º       |      |
| 2014 | Europei         | Vantaa     | 80 kg  | 8º        |      |
| 2014 | Mondiali        | Tashkent   | 85 kg  | 19º       |      |
| 2015 | Giochi europei  | Baku       | 85 kg  | 18º       |      |
| 2015 | Mondiali        | Las Vegas  | 85 kg  | 20º       |      |
| 2016 | Europei         | Riga       | 85 kg  | 18º       |      |
| 2017 | Europei         | Novi Sad   | 98 kg  | 8º        |      |
| 2017 | Mondiali        | Parigi     | 98 kg  | 23º       |      |
| 2018 | Europei         | Kaspijsk   | 87 kg  | 18º       |      |
| 2019 | Europei         | Bucarest   | 97 kg  | 18º       |      |
| 2019 | Mondiali        | Nur-Sultan | 97 kg  | 8º        |      |
| 2020 | Europei         | Roma       | 97 kg  | 5º        |      |
| 2021 | Europei         | Varsavia   | 97 kg  | 13º       |      |
| 2021 | Giochi olimpici | Tokyo      | 97 kg  | 11º       |      |
| 2021 | Mondiali        | Oslo       | 97 kg  | 21º       |      |
| 2022 | Europei         | Budapest   | 97 kg  | 9º        |      |
| 2022 | Mondiali        | Belgrado   | 97 kg  | 20º       |      |
| 2023 | Europei         | Zagabria   | 97 kg  | Bronzo    |      |
| 2023 | Mondiali        | Belgrado   | 97 kg  | Bronzo    |      |

## Altre competizioni internazionali
2010
- 23º negli 84 kg nel Grand Prix of Germany ( Dortmund)

2011
- 13º negli 84 kg al Golden Grand Prix ( Szombathely)

2012
- 12º negli 84 kg al Golden Grand Prix ( Szombathely)
- 14º negli 84 kg nel Torneo europeo di qualificazione olimpica ( Sofia)
- 21º negli 84 kg nel Torneo di qualificazione olimpica ( Helsinki)
- 7º negli 84 kg al Grand Prix of Germany ( Dortmund)
- 9º negli 84 kg al Golden Grand Prix ( Baku)

2013
- Oro negli 84 kg al Ljubomir Ivanovic Gedza International ( Belgrado)
- 24º negli 84 kg alla Coppa Władysław Pytlasiński ( Varsavia)

2014
- Oro negli 85 kg allo Zagabria Open ( Zagabria)
- 10º negli 85 kg al Ljubomir Ivanovic Gedza International ( Belgrado)
- 16º negli 84 kg al Grand Prix of Germany ( Dortmund)
- 15º negli 84 kg alla Coppa Władysław Pytlasiński ( Danzica)

2015
- 5º negli 85 kg nel Grand Prix of Paris ( Parigi)
- 8º negli 85 kg al Ljubomir Ivanovic Gedza International ( Belgrado)
- 8º negli 84 kg alla Coppa Władysław Pytlasiński ( Varsavia)

2016
- Bronzo negli 85 kg all'Herman Kare Tournament ( Kouvola)
- Oro negli 98 kg nel Grand Prix of Zagreb ( Zagabria)
- 19º negli 85 kg nel Grand Prix of Hungary ( Szombathely)
- Bronzo negli 85 kg nel Torneo europeo di qualificazione olimpica ( Zrenjanin)
- 13º negli 85 kg nel Torneo di qualificazione olimpica ( Ulan Bator)
- 5º negli 85 kg nel Torneo di qualificazione olimpica ( Istanbul)

2017
- 7º nei 98 kg al Thor Masters ( Nybkoebing)
- 19º nei 98 kg nel Grand Prix of Hungary ( Szombathely)
- 8º nei 98 kg alla Coppa Władysław Pytlasiński ( Varsavia)
- Argento nei 98 kg nel Grand Prix of Spain ( Madrid)

2018
- 5º nei 97 kg al Thor Masters ( Nybkoebing)
- Bronzo nei 97 kg nel Grand Prix of Spain ( Madrid)
- 10º nei 97 kg nel Grand Prix of Germany ( Dortmund)

2019
- 9º nei 97 kg nel RS - Grand Prix of Hungary ( Gyoer)
- 6º nei 97 kg al Thor Masters ( Nybkoebing)
- 16º nei 97 kg nel RS - Oleg Karavaev Tournament ( Minsk)

2020
- Bronzo nei 97 kg nella Coppa del mondo individuale ( Belgrado)

2021
- 5º nei 97 kg nel Torneo europeo di qualificazione olimpica ( Budapest)
- Argento nei 97 kg nel Torneo mondiale di qualificazione olimpica ( Sofia)

2022
- 11º nei 97 kg nel RS - Torneo Matteo Pellicone ( Roma)
- 5º nei 97 kg alla Coppa Władysław Pytlasiński ( Varsavia)

2023
- 22º nei 97 kg nel RS - Zagreb Open  ( Zagabria)
- Bronzo nei 97 kg nel RS - Ibrahim Moustafa ( Alessandria d'Egitto)
- Bronzo nei 97 kg nel RS - K. U. Kozhomkul & R. Sanatbaev ( Bishkek)
- Bronzo nei 97 kg alla Coppa Władysław Pytlasiński ( Varsavia)